# Saihangaobi
Saihangaobi (kinesiska: 赛罕高毕, 赛罕高毕苏木) är en socken i Kina. Den ligger i den autonoma regionen Inre Mongoliet, i den norra delen av landet, omkring 340 kilometer norr om regionhuvudstaden Hohhot. Antalet invånare är 3021. Befolkningen består av 1 148 kvinnor och 1 873 män. Barn under 15 år utgör 12,0 %, vuxna 15-64 år 84 %, och äldre över 65 år 2,0 %.
Genomsnittlig årsnederbörd är 233 millimeter. Den regnigaste månaden är juni, med i genomsnitt 48 mm nederbörd, och den torraste är januari, med 2 mm nederbörd.